# زمین‌لرزه ۱۹۵۵ ترکیه
زمین‌لرزه ترکیه  در تاریخ ۱۶ ژوئیه ۱۹۵۵ میلادی، برابر با ‎۲۴ تیر ۱۳۳۴، ساعت ۷:۰۷:۱۰ به زمان یوتی‌سی در ترکیه رخ داد. بزرگی آن ۶٫۸ در مقیاس Ms اعلام شده‌است. زمین‌لرزه به وقت محلی در روز شنبه، ساعت ۹ روی داده و منطقه زمانی آن یوتی‌سی +۲ بوده‌است (با لحاظ تغییر ساعت تابستانی).
سازمان زمین‌شناسی آمریکا نیز جای این زمین‌لرزه را در مختصات ۳۷°۳۰′شمالی ۲۷°۰۰′شرقی / ۳۷٫۵°شمالی ۲۷°شرقی و بزرگی آنرا برابر با ۶٫۸ در مقیاس ریشتر اعلام کرده‌است. 
شمار کشتگان زلزله حدود ۲۳ نفر بوده‌است.تعداد زخمیان ۲۰ نفر برآورده شده‌است.